# Крючек, Сергей Иванович
Сергей Иванович Крючек (25 июля 1963, Магдебург — 22 марта 2025) — военный деятель, полковник, кандидат экономических наук. Депутат Государственной Думы 7-го созыва.

## Биография
Родился 25 июля 1963 года в Магдебурге, Германия.
В 1984 году окончил Ярославское высшее военное финансовое училище по специальности «финансовое обеспечение и контроль финансово-хозяйственной деятельности войск», квалификация «экономист-финансист».
В 1993 году окончил Военный финансово-экономический университет Министерства обороны РФ. Защитил научную степень кандидата экономических наук по закрытой теме.
После получения первого высшего образования проходил действительную военную службу в Вооружённых силах СССР, затем Российской Федерации. После увольнения из Вооружённых сил работал главным экономистом «Мосбизнесбанка», генеральным директором ОАО «Интурист-Холдинг Компания», руководителем департамента регионального развития "Инвестиционная компания «Синдика», председателем совета директоров холдинговой компании «Синдика», президентом Ассоциации оптовых и розничных рынков в Москве.
На выборах 18 сентября 2016 года был избран депутатом Государственной думы VII созыва в составе федерального списка кандидатов, выдвинутого Политической партией Справедливая Россия. Член фракции Политической партии Справедливая Россия; региональная группа № 28 — Калужская область, Липецкая область, Орловская область. Член Комитета Государственной думы по природным ресурсам, собственности и земельным отношениям. Дата начала полномочий — 18 сентября 2016 года. Дата окончания полномочий 11 октября 2021 года.
Скончался после тяжёлой болезни 22 марта 2025 года.

## Награды
- Орден Дружбы
- памятные медальи «XXII Олимпийских зимних игр и XI Паралимпийских зимних игр 2014 года»
- Почётная грамота Президента Российской Федерации к памятной медали «XXII Олимпийские зимние игры и XI Паралимпийские зимние игры 2014 года город Сочи»